# 灰边宅泥鱼
灰边宅泥鱼（学名：Dascyllus marginatus）为輻鰭魚綱鱸形目隆頭魚亞目雀鲷科宅泥鱼属的鱼类。

## 分布
本魚分布于印度西太平洋區，包括紅海、阿曼灣、中國、臺灣等海域。该物种的模式产地在马萨瓦。

## 深度
水深1至15公尺。

## 特徵
本魚體呈圓形而側扁，頭部及胸部為褐色，其餘身體為灰色，背鰭邊緣、腹鰭、臀鰭及胸鰭基部黑色，吻短而鈍圓。口中型；兩頜齒小而呈圓錐狀，靠外緣之齒列漸大且齒端背側有不規則之絨毛帶。背鰭硬棘12枚、背鰭軟條14至15枚、臀鰭硬棘2枚、臀鰭軟條13至14枚。體長可達6公分。

## 生態
本魚幼魚常和海葵共生，其對海葵的刺細胞已有免疫，成魚則成群地在礁石突出處或大石塊附近活動。屬雜食性，以藻類及動物性浮游生物為食。

## 經濟利用
為觀賞性魚類。

## 扩展阅读
維基物種上的相關：灰边宅泥鱼